# Parafia Matki Boskiej Częstochowskiej w Krynicy
Parafia Matki Bożej Częstochowskiej w Krynicy – parafia rzymskokatolicka w Krynicy.
Parafia erygowana w 1995. Kościół parafialny murowany, w stylu współczesnym został wybudowany w latach 1989–1994.
Parafia ma księgi metrykalne od 1995.
Terytorium parafii obejmuje Krynica, Nakory, Sosna-Kicki, Stany Duże, Stany Małe oraz  Wyszomierz.